# Passeport nauruan
Le passeport nauruan est un document de voyage international délivré aux ressortissants nauruans, et qui peut aussi servir de preuve de la citoyenneté nauruane. 